# Anommatus nanulus
Anommatus nanulus is een keversoort uit de familie knotshoutkevers (Bothrideridae). De wetenschappelijke naam van de soort werd in 1938 gepubliceerd door Jan Obenberger.